# Mormodes peruviana
Mormodes peruviana är en orkidéart som beskrevs av Gerardo A. Salazar. Mormodes peruviana ingår i släktet Mormodes och familjen orkidéer.
Artens utbredningsområde är Peru. Inga underarter finns listade i Catalogue of Life.